# Dunkelschattenkolibri
Der Dunkelschattenkolibri (Phaethornis malaris), auch Dunkler Schattenkolibri  oder Langschnabeleremit genannt, ist eine Vogelart aus der Familie der Kolibris (Trochilidae), die in Kolumbien, Venezuela, Suriname, Französisch-Guayana, Ecuador, Peru, Bolivien und Brasilien vorkommt. Der Bestand wird von der IUCN als „nicht gefährdet“ (Least Concern) eingeschätzt.

## Merkmale
Der Dunkelschattenkolibri erreicht eine Körperlänge von etwa 13,0 bis 17,5 cm bei einem Gewicht der Männchen von ca. 4,5 bis 10,0 g und der Weibchen von ca. 4,0 bis 8,0 g. Er ist eine mittelgroße Art aus der Unterfamilie der Eremiten, der dem Langschwanz-Schattenkolibri ähnelt, aber nur einen schwachen bis fehlenden Kehlstreif bei den ausgewachsenen Männchen aufweist. Vom Langschnabel-Schattenkolibri unterscheidet er sich durch nur zwei blasse Bänder an den längsten Unterschwanzdecken. Das Weibchen hat kürzere Flügel und einen kürzeren Schnabel, wobei der Schnabel weniger gekrümmt ist. Die Nominatform ist mit 70 mm langen Flügeln am größten, und die Färbung der Unterseite ist am dunkelsten gefärbt von allen Unterarten. Jungvögel zeigen blasse Ränder auf der Oberseite. Die Oberseite und die Flügeldecken sind golden bronzegrün. Der Oberkopf ist etwas dunkler und matter als der Rücken. An den Rückenfedern hat die Art dunkle Endbinden. Die Hinterrückenfedern und die Oberschwanzdecken weisen ockerfarbene Säume auf. Der Überaugen- und Bartstreifen und der Bauch sind blass ockerfarben. Der schmale Kinnstreifen ist weißlich ocker, die Ohrregion schwarz. Die Halsseiten, die Brust und die Flanken wirken leicht grau verwaschen. Die Kinn- und Kehlseiten sind schwärzlich. An den ockerfarbenen Unterschwanzdecken findet sich ein dunkler Schaftstrich. Die Schwanzfedern sind an der Wurzel blass bronzegrün mit einer breiten subterminalen schwarzen Binde und ockerfarbenen Spitzen. Die zwei mittleren Steuerfedern haben stark verlängerte weiße Spitzen. Der Oberschnabel ist schwarz, der Unterschnabel rot mit schwarzer Spitze. Die Füße sind braun.

## Verhalten und Ernährung
Der Dunkelschattenkolibri bezieht seinen Nektar von Helikonien, Pitcairnia und anderen Blüten. Ebenso ernährt er sich von kleinen Arthropoden. Als sogenannter Trapliner fliegt er regelmäßig in rascher Folge ganz bestimmte verstreute Blüten an.

## Lautäußerungen
Der Gesang besteht aus einer fortgesetzten Serie zweisilbiger, ansteigender und abfallender slii-up-Töne, die er in einer Frequenz von 1 bis 1,5 Tönen pro Sekunde von sich gibt. Es gibt kleinere Variationen zwischen den Unterarten, so gibt z. B. die Nominatform doppelte bis dreifache Töne von sich. Der Ruf im Flug kling wie ein scharfes skuiiip.

## Fortpflanzung
Die Brutsaison dauert in Französisch-Guayana von August bis Dezember. Gonadenaktivitäten wurden in Bolivien von Juni bis September und in Peru von Juni bis November festgestellt. Das Nest wird an der Unterseite der Spitze eines Palmblattes angebracht und besteht aus Moos und Flugsamen verschiedener Pflanzen. Es ist mit Spinnweben angeheftet und hat eine lang herunterhängende Spitze. Die Nester sind ca. 215 mm hoch. Der Außenradius beträgt ca. 42 mm, der Innenradius ca. 22 mm und ist innen 15 mm tief. Das Gelege besteht aus zwei Eiern. Die Brutdauer beträgt ca. 14 bis 15 Tage und das Ausbrüten der Eier erfolgt durch das Weibchen. Nach 20 bis 23 Tagen werden die Nestlinge flügge.

## Verbreitung und Lebensraum

Verbreitungsgebiet (grün) des Dunkelschattenkolibris

Der Dunkelschattenkolibri bevorzugt das Unterholz von Terra Firme, also von nicht überschwemmtem Tieflandregenwald, Vorgebirgen und feuchten höher gelegenen Tropenwäldern, Übergangswäldern, Sekundärvegetation, Bambusdickicht und Strauchwerk. Die Unterart P. m. ochraceiventris kommt in Igapó-Wald vor. Meist ist der Dunkelschattenkolibri in Höhenlagen unter 600 Metern unterwegs. Aus Kolumbien gibt es Berichte bis 1500 Meter und aus den Anden Boliviens bis 1650 Meter. Allerdings wurde er auch schon bis 2400 Meter beobachtet.

## Unterarten
Bisher sind sechs Unterarten bekannt:
- Phaethornis malaris malaris (Nordmann, 1835)[5] – die Nominatform ist in den Guyanas und dem Norden Brasiliens verbreitet.
- Phaethornis malaris insolitus Zimmer, JT, 1950[6] kommt im Osten Kolumbiens, dem Süden Venezuelas sowie dem Norden Brasiliens vor. Die Unterart ist mit 65 mm langen Flügeln etwas kleiner und farblich die Stufe zwischen der Nominatform und P. m. moorei.[1]
- Phaethornis malaris moorei Lawrence, 1858[7] ist im Osten Kolumbiens, dem Osten Ecuadors und Perus verbreitet. Diese Unterart hat eine blassere gräuliche Unterseite.[1]
- Phaethornis malaris ochraceiventris Hellmayr, 1907[8] kommt im Nordosten Perus und dem Westen Brasiliens vor. Mit 65 mm Flügellänge ist dies die zweitgrößte Unterart. Brust und Bauch sind leuchtend orange.[1]
- Phaethornis malaris bolivianus Gould, 1861[9] ist im Südosten Perus, in Bolivien und dem Westen Brasiliens verbreitet. Diese Unterart hat eine dunkelbraune Kehle und Brust sowie einen orange ockerfarbenen Bauch.[1]
- Phaethornis malaris margarettae Ruschi, 1972[10] kommt im Osten Brasiliens vor. Diese Unterart ist etwas blasser in den Farben der Unterseite und unterscheidet sich in der Schwanzfärbung[1]

Phaethornis malaris ucayalii Zimmer, JT, 1950 gilt heute als Synonym für P. m. moorei. Phaethornis superciliosus insignis Todd, 1937 wird heute als Synonym für P. m. bolivianus betrachtet. Phaethornis ochraceiventris camargoi Grantsau, 1988 ist ein Synonym für P. m. margarettae.

## Migration
Das Zugverhalten des Dunkelschattenkolibris ist bisher nicht erforscht.

## Etymologie und Forschungsgeschichte
Die Erstbeschreibung des Dunkelschattenkolibris erfolgte 1835 durch Louis Alexander von Nordmann unter dem wissenschaftlichen Namen Trochilus malaris. Georg Adolf Erman hatte das Typusexemplar dem naturhistorischen Museum von Berlin von seiner Reise mitgebracht. 1827 führte William Swainson die Gattung Phaethornis für den Langschwanz-Schattenkolibri (Phaethornis superciliosus (Linnaeus, 1766)) ein, der später auch der Dunkelschattenkolibri zugeordnet wurde.
Der Begriff Phaethornis leitet sich aus den griechischen Wörtern φαέθων phaéthōn für „leuchtend, strahlend“ und ὄρνις órnis für „Vogel“ ab. Malaris, malar ist lateinischen Ursprungs und bedeutet „von den Wangen, Backen“. Insolitus steht für „ungewöhnlich“ von den lateinischen Wörtern in- für „nicht, un-“ und solitus, solere für „gewöhnlich, an etwas gewöhnt sein“. Moorei ist seinem Sammler, dem Taxidermisten William Moore gewidmet, der Teilnehmer der Iowa Exploring Expedition war, die von dem Bankier Andrew Jackson Stevensgesponsert wurde. Ochraceiventris ist ein lateinisches Wortgebilde aus ochraceus, ochra für „ockerfarben, ocker“ und venter, ventris für „Bauch“. Bolivianus bezieht sich auf das Land Bolivien. Schließlich ist margarettae eine Widmung für Margaretta Lammot DuPont Greenewalt (1902–1991), der Frau von Crawford H. Greenewalt. Ucayalii bezieht sich auf den Río Ucayali. Insignis bedeutet „außergewöhnlich, besonders“ und leitet sich von den lateinischen Wörtern in für „gegenüber“ und signum für „Kennzeichen“ ab. Camargoi ehrt den brasilianischen Ornithologen Hélio Ferraz de Almeida Camargo (1922–2006), mit dem Rolf Grantsau die Kawall-Amazone beschrieben hatte.